# Berchem (Antwerpia)
Berchem – dzielnica (district) Antwerpii, w północnej Belgii, w Regionie Flamandzkim, w prowincji Antwerpia, w okręgu Antwerpia. Do 31 grudnia 1982 samodzielna gmina (gemeente).

## Demografia
| Rok                | 1806  | 1846  | 1866  | 1900   | 1920   | 1930   | 1947   | 1970   | 1980   | 2020   |
| ------------------ | ----- | ----- | ----- | ------ | ------ | ------ | ------ | ------ | ------ | ------ |
| Liczba mieszkańców | 1.714 | 4.114 | 5.332 | 19.962 | 32.115 | 41.685 | 45.401 | 50.214 | 46.368 | 43.433 |